# الكوم الطويل
قرية الكوم الطويل هي إحدى القرى التابعة لمركز بيلا في محافظة كفر الشيخ في جمهورية مصر العربية. حسب إحصاءات سنة 2006، بلغ إجمالي السكان في الكوم الطويل 18875 نسمة، منهم 9297 رجل و9578 امرأة.